# المشروع النهضوي العربي (كتاب)
المشروع النهضوي العربي كتاب من تأليف المفكر والفيلسوف المغربي "محمد عابد الجابري"، حيث يضع الجابري المشروع النهضوي في سياق التزامن والصراع منذ قرن مع مشاريع ثلاثة متمثلة في: مشروع الحداثة الأوربية، بوجهها الاستعماري، المغاير لما كانت بشرت به أوربا من حرية وتقدم وسلام ورفاة لشعوب أوربا والعالم. ومشروع الاشتراكية العالمية، والذي تمت صياغته على هامش "أوربا تمثل بروسيا القيصرية"، والمشروع الصهيوني، الذي شكل جزءً من الوجه الآخر العدواني والعنصري للحداثة الأوربية. ويرى الجابري ان هذه المشاريع الأربعة كانت متداخلة، وانطلقت بسباق مرير، بصورة غير متكافئة بعضها مع بعض في أواخر القرن الماضي، لتنتهي بنهاية هذا القرن الى نتائج متقاربة حيث أن أياً منها لم يحقق نفسه بالصورة التي كان يحلم بها، ويؤكد الجابري أن القضايا التي طرحها المشروع النهضوي العربي على نفسه في أواخر القرن الماضي وفي مطلع هذا القرن، لا زالت تطرح نفسها بقوة رغم ما تم إنجازه على صعد التعليم والثقافة والصحة والبنى الأقتصادية والاجتماعية والسياسية. إن شعار الاتحاد والترقي الذي مثل جوهر مطالب الشعب العربي في مطلع القرن يلتقي جوهرياً مع شعار الوحدة والتقدم الراهن الذي لا زال يمثل جوهر المطالب السياسية والاجتماعية العربية. يحلل الجابري أهداف المشروع النهضوي العربي ويدعو إلى إعادة بناء هذه الأهداف على قاعدة نقد التجربة الماضية وتحليل مواطن ضعفها وإغفالاها. ويدعو إلى نبذ الأسئلة المزيفة، وإلى التخلص من الإحباط وأيديولوجيا الإحباط. ويقول إن المراجعة النقدية ضرورة ملحة لاستعادة الأمل واستئناف المسيرة مع التاريخ للمشاركة في صنعه والتأثير في مجراه. جاء الكتاب في خمسة فصول، يتناول الاول "المشروع النهضوي العربي ... والوجوه الاخرى للحداثة الأوروبية" والثاني"النهضة" ... و "السلفية"، ويعالج الثالث "الفكرة القومية .. وأسس الوحدة" والرابع "اشكالية التقدم وانفصال الايديولوجيا عن السياسة"، اما الفصل الخامس فيتناول "آفاق المستقبل، وقد تم طباعة هذا الكتاب أكثر من مرة (1996م، 2000م، 2009م، 2013م، 2016م)، وكانت طبعته الأولى في عام 1996م، عن طريق مركز دراسات الوحدة العربية.

## عن الكتاب
عمل الجابري في كتابه "المشروع النهضوي العربي" على تحليل ظروف نشأة هذا المشروع، وفحص واقعه وآفاقه المستقبلية، وذلك بفحص مقولاته التي تأسس عليها بهدف معرفة ما بقي منها صالحًا للتوظيف، وما لم يعد صالحًا، وما يحتاج إلى تعديل، والجابري لا يهدف هنا إلى تشخيص العيوب فحسب، بل كذلك الكشف عن المزايا لتوظيفها في نهضتنا اليوم. والجابري ي كتابه لا يقترح أية بداية للنهضة العربية، ولكن يتحدث عن ثلاث مراحل عاشها المشروع النهضوي بعد أن تبلورت أهدافه في نهاية القرن التاسع عشر، والتي تتمثل في: المرحلة الأولى، والتي أمتدت من أواخر القرن الثامن عشر إلى الحرب العالمية الأولى، والمرحلة الثانية هي مرحلة ما بين الحربين العالميتين، أما الثالثة فهي مرحلة ما عرف بالحرب الباردة، والتي امتدت من أواخر الأربعينيات إلى بداية التسعينيات من القرن العشرين. ويحدد الجابري ثلاثة مشاريع تزامنت مع مشروع النهضة العربية، مؤكدًا على أن المراجعة النقدية لهذا المشروع تتطلب استحضار مختلف التأثيرات الايجابية والسلبية التي مارسها عليه كل من مشروع الحداثة الأوربية، ومشروع الحركة الصهيونية، ومشروع الاشتراكية العالمية.

## محتوى الكتاب
يتضمن الكتاب خمسة فصول، بالإضافة إلى مدخل عام، وبيان ذلك كالتالي:
- مدخل
- الفصل الأول: المشروع النهضوي العربي.. والوجوه الأخرى للحداثة الأوربية
- الفصل الثاني: النهضة.. والسلفية
- الفصل الثالث: الفكرة القومية.. وأسس الوحدة
- الفصل الرابع: إشكالية التقدم وانفصال الإيديولوجيا عن السياسة
- الفصل الخامس: آفاق المستقبل

## اهمية الكتاب
يمثل مشروع محمد عابد الجابري الفكري، وخاصة في رباعيته الشهيرة "نقد العقل العربي", مساهمة مركزية في بلورة ملامح مشروع نهضوي عربي حديث، يقوم على إعادة بناء العقل والثقافة على أسس نقدية. فقد سعى الجابري إلى تحليل بنية العقل العربي تحليلًا معرفيًا وتاريخيًا، مبينًا كيف أن هيمنة أنماط معرفية تقليدية مثل "العقل البياني" قد ساهمت في ترسيخ الجمود والانغلاق، داعيًا في المقابل إلى تبني "العقل البرهاني" القائم على التجربة والعقلانية النقدية، كسبيل لتحديث الفكر العربي. كما رفض الجابري القطيعة مع التراث، وبدلًا من ذلك، دعا إلى قراءته قراءة حداثية عقلانية، تقطع مع التقديس وتستثمر مكوناته في مشروع معاصر يتجاوز الثنائية الزائفة بين "الأصالة والمعاصرة". في المقابل، شدد على أن الديمقراطية وحقوق الإنسان ليستا مفاهيم مستوردة أو غربية بالضرورة، بل ضرورة تاريخية لبناء الدولة الحديثة وتحقيق العدالة والتعدد داخل المجتمعات العربية. ولم يتردد الجابري في نقد الفكر القومي التقليدي، ودعا إلى تحديث الخطاب القومي وتحريره من النزعة الشمولية، كما طالب بإصلاح الفكر الديني، معتبرًا أن المجال الديني يمثل ساحة مركزية للإصلاح الثقافي والفكري في العالم العربي.

## مكونات العقل العربي حسب الجابري
قسّم الجابري العقل الثقافي العربي إلى ثلاثة أنساق معرفية كبرى:
1. العقل البياني: يمثل النمط التقليدي المتجذر في الخطابة والفقه والنقل.
2. العقل العرفاني: يمثله التصوف والفكر الإشراقي، حيث يتم التركيز على الكشف والذوق.
3. العقل البرهاني: وهو النمط الذي دعا الجابري إلى تبنيه، ويتمثل في المعرفة العلمية التجريبية والمنهج العقلي كما عند ابن رشد.

## الاثر
لقد تحوّل المشروع الفكري لمحمد عابد الجابري إلى مرجع أساسي في الأوساط الأكاديمية ومراكز البحث في العالم العربي، حيث لم يعد مجرد اجتهاد فردي، بل صار يمثل تيارًا معرفيًا قائماً بذاته يسعى إلى إعادة قراءة التراث العربي الإسلامي من منظور عقلاني ونقدي. فقد ألهمت أعماله أجيالًا من الباحثين والمثقفين الذين وجدوا في كتاباته أداة فكرية لتحليل بنية العقل العربي، ليس بهدف التشهير أو الإدانة، وإنما من أجل تجاوز حالة الركود التاريخي وإعادة بناء الذات الحضارية في ضوء التحديات المعاصرة. لقد فتح الجابري بابًا واسعًا للدراسات المقارنة التي تربط بين أنساق الفكر الإسلامي التقليدي والفكر الغربي الحديث، خصوصًا في مجالات الفلسفة، أصول الفقه، اللسانيات، وعلم الاجتماع الثقافي، ما جعله رائدًا في مجال تفكيك التراث العربي ضمن منظور معرفي معاصر.
وقد لقيت أعماله صدى واسعًا تجاوز حدود العالم العربي، حيث أُعيد طبع معظم كتبه مرارًا، وترجمت إلى لغات عدة مثل الفرنسية، الإسبانية، والإنجليزية، مما عزز من مكانته كمفكر عالمي ذي رؤية نقدية عربية متجذّرة في السياق المحلي ولكنها منفتحة على الفكر الكوني. كما اعتُبر مشروعه محاولة نادرة لتحديث الفكر العربي من الداخل، دون السقوط في التغريب أو الإنبهار بالنماذج الغربية، إذ ركّز على ضرورة بناء حداثة عربية تستند إلى مقوّمات الثقافة المحلية، وتستفيد من أدوات العقلانية النقدية التي تشكل قطيعة مع الجمود والتقليد.

## خلاصة فكر الجابري النهضوي
تقوم خلاصة المشروع النهضوي عند محمد عابد الجابري على قناعة مركزية مفادها أن أي نهضة عربية حقيقية لا يمكن أن تبدأ من دون تحرير العقل العربي من أغلال التقليد، والتبعية، وهيمنة السلطتين: السياسية والدينية، على الفكر والمعرفة. بالنسبة للجابري، فإن مأزق العالم العربي ليس فقط اقتصاديًا أو سياسيًا، بل هو في جوهره مأزق معرفي وثقافي، يتجلى في استمرار أنماط التفكير الغيبي والسلطوي، وفي غياب العقل النقدي القادر على مساءلة التراث والتاريخ والواقع المعاش. ولذلك، دعا الجابري إلى مشروع تنويري عربي، لا يستنسخ التجربة الغربية، بل يعيد قراءة التراث العربي الإسلامي قراءة عقلانية نقدية، تستخرج منه عناصر القوة والفعل الحضاري، وتكشف في الآن ذاته عن مكامن الجمود واللا عقلانية التي راكمها التاريخ بفعل التوظيف الإيديولوجي والديني.
يرفض الجابري أي تعامل استهلاكي مع الحداثة، كما يرفض في الوقت ذاته الدعوات الانغلاقية التي ترى في التراث بديلًا مكتفيًا بذاته. بل إنه يدعو إلى تجاوز الثنائية السطحية بين "الأصالة والمعاصرة"، نحو إعادة بناء العلاقة مع الحداثة من موقع الندية والمسؤولية، بما يسمح بالمشاركة في صياغة عالم متعدد الحداثات، تتكافأ فيه الثقافات، وتتفاعل على أساس الحوار لا التبعية. لقد أراد الجابري نهضة عربية تنطلق من الذات لا من الخارج، تُؤسس لعقل عربي متحرر، ومجتمع ديمقراطي عادل، وثقافة نقدية خلاقة، تكون قادرة على مواجهة تحديات العصر بروح مستقلة ومستنيرة.

## اقتباسات
إن التعبئة تنقلب إلى احتراق ذاتي إذا لم يتبعها تفريغ ملائم وسريع في المكان الملائم.
فالتجديد الثقافي لا يتم بالأخذ من هنا ومن هناك، كما تؤخذ البضاعة التجارية، وإنما يتم من الداخل بتحريك عوامل التطور والتجديد فيه.
وبدون هوية ممتلئة بمقوماتها يكون الانفتاح على الثقافات الأخرى، خاصة المهيمنة منها مدعاة للانزلاق نحو الوقوع فريسة للاستلاب والاختراق
أقصد بالأسئلة المزيفة الأسئلة التي تطرح على التاريخ أسئلة لا تاريخية من نوع: هل يقبل الإسلام الديمقراطية؟ هل يقبل مضامين الإعلان العالمي لحقوق الإنسان؟ هل يقبل العلمانية ؟ تماماً مثلما تساءل كثيرون بالأمس تساؤلات صارت اليوم غائبة وغير واردة مثل: هل يقبل الإسلام الاشتراكية؟
إنه لا بد من الامتلاء بالثقافة العربية والتراث العربي الإسلامي عند الخوض في الحداثة الأوروبية الحديثة وقضاياها وإمكانية تبنيها أو اقتباس شيء منها. فالامتلاء بالثقافة العربية الإسلامية، وهي ثقافتنا القومية هو امتلاء الهوية. وبدون هوية ممتلئة بمقوماتها يكون الانفتاح على الثقافات الأخرى، خاصة المهيمنة منها، مدعاة للانزلاق نحو الوقوع فريسة للاستلاب والاختراق.